# Virgin Media O2
Virgin Media O2 (legalmente conocido como VMED O2 UK Ltd.) es un proveedor de servicios de telecomunicaciones británico con sede en Reading, Inglaterra. La compañía se formó en 2021 como una empresa conjunta 50:50 entre Liberty Global y Telefónica a través de la fusión de sus respectivos negocios Virgin Media y O2 UK.
Es uno de los mayores operadores de telecomunicaciones y entretenimiento del Reino Unido, con alrededor de 47 millones de clientes en 2021.